# Rosario de Lerma
Rosario de Lerma ist die Hauptstadt des gleichnamigen Departamentos Rosario de Lerma in der Provinz Salta im Nordwesten Argentiniens. Sie liegt 35 Kilometer südwestlich der Provinzhauptstadt Salta, 13 Kilometer südwestlich von Cerrillos und 11 Kilometer südlich von Campo Quijano. 

## Geografie
Das Territorium der Gemeinde Rosario de Lerma wird von Norden nach Süden vom Río Rosario durchflossen. Innerhalb des Gemeindegebietes unterscheidet man drei Zonen:
- Die gebirgige, im Wesentlichen unzugängliche, westliche Uferzone des Flusses, die nur gering besiedelt ist,
- Die fruchtbare Ebene östlich des Flusses, die vorwiegend für den Tabakanbau genutzt wird und dessen Landbevölkerung 3000 Menschen umfasst und
- Die städtische Zone im Zentrum des fruchtbaren Landwirtschaftsgebietes.

## Geschichte
1787 übergab der Gouverneur Mestre das Land am Río de la Quebrada del Perú an Josefa Valdés, die mit Juan Torino de Viana verheiratet war. 1802 wurde die kleine Siedlung als Rosario de los Cerrillos erwähnt. Es erfolgte die Gründung der Kirchengemeinde Parroquía del Rosario durch Loslösung von der Pfarrgemeinde von Chicoana auf Anweisung des Bischofs Moscoso aus dem Jahre 1773. 1870 erschien der Name Rosario de Lerma; 1875 wurde er in der Verfassung des Departamentos gleichen Namens erwähnt.

## Wirtschaft
Das Departamento Rosario de Lerma ist eine hauptsächlich Tabak produzierende Region, der auch vor Ort verarbeitet wird. Darüber hinaus werden Bohnen, Mais und Gemüse angebaut. Die Viehwirtschaft widmet sich der Rinder-, Schaf-, Schweine-, Pferde- und Geflügelzucht. 

## Feste
- Batalla de Rosario de Lerma (28. April)
- Patronatsfest (7. Oktober)